# Амбістома
Амбістома, амблістома (Ambystoma) — рід хвостатих земноводяних родини амбістомових. Найвідоміша тигрова (мексиканська) амбістома (A. tigrinum), неотенічна личинка якої називається аксолотлем. Викопні амбістомові знайдено у верхньокрейдяних, пліоценових: та плейстоценових відкладах Північної Америки.

## Опис
Зовнішнім виглядом та звичками амбістоми нагадують саламандр. Дорослих амбістом відрізняє відсутність зовнішніх зябер і плавникової складки. Тіло стрункіше. Розміри дорослих амбістом — 20—25 см.
Личинки живуть у воді та мають по три пари зовнішніх зябер. Личинки відрощують кінцівки незабаром після вилуплення, з чотирма пальцями на передніх лапах і п’ятьма на задніх. Їхні очі широко розставлені та не мають справжніх повік. Під час метаморфозу зябра личинок зникають, як і плавники. Їх хвости, шкіра та кінцівки стають товщими, формуються повіки очей. Їхні легені стають повністю розвиненими, що дозволяє повністю земне існування.
Деякі види амбістом є неотенічними (тобто зберігають свою личинкову форму в зрілому віці). Найвідоміший приклад — аксолотль. Вони не можуть виробляти тироксин, тому їх єдиним засобом метаморфози є його зовнішня ін'єкція. Зазвичай це скорочує тривалість життя саламандри.

## Спосіб життя
Більшість амбістом відкладає яйця великими грудками у воду, зрідка — на сушу. 

## Види
Рід об'єднує понад 20 видів, поширених в Північній Америці від Південної Аляски до Мексики:
- Ambystoma altamirani
- Ambystoma amblycephalum
- Ambystoma andersoni
- Ambystoma annulatum
- Ambystoma barbouri
- Ambystoma bishopi
- Ambystoma bombypellum
- Ambystoma californiense
- Ambystoma cingulatum
- Ambystoma dumerilii
- Ambystoma flavipiperatum
- Ambystoma gracile
- Ambystoma granulosum
- Ambystoma jeffersonianum
- Ambystoma laterale
- Ambystoma leorae
- Ambystoma lermaense
- Ambystoma mabeei
- Ambystoma macrodactylum
- Ambystoma maculatum
- Ambystoma mavortium
- Ambystoma mexicanum
- Ambystoma opacum
- Ambystoma ordinarium
- Ambystoma rivulare
- Ambystoma rosaceum
- Ambystoma silvense
- Ambystoma subsalsum
- Ambystoma talpoideum
- Ambystoma taylori
- Ambystoma texanum
- Ambystoma tigrinum
- Ambystoma velasci